# Antignano
Antignano är en ort och kommun i provinsen Asti i regionen Piemonte i Italien. Kommunen hade 961 invånare (2018).